# 6-я бронетанковая дивизия (Великобритания)
6-я бронетанковая дивизия (англ. 6th Armoured Division) — тактическое соединение Британской армии, созданное в сентябре 1940 года во время Второй мировой войны. Изначально соединение было вооружено танками Матильда и Валентайн, которые были заменены танками Крусейдер, а затем, наконец, танком M4 Sherman. Соединение участвовало в десантных операциях в Алжире и Марокко в ноябре 1942 года и получило боевое крещение в составе 5-го армейского корпуса 1-й британской полевой армии в Тунисской кампании. После Туниса оно участвовало в Итальянской кампании в составе британской 8-й полевой армии и закончило войну в Австрии, снова под командованием 5-го армейского корпуса.

## Создание
Дивизия была сформирована в Соединённом Королевстве 12 сентября 1940 года под командованием генерал-майора Джона Крокера, офицера Королевского танкового полка, который недавно участвовал в битве за Францию. Первоначально в дивизии находились 20-я и 26-я бронетанковые бригады, а также 6-я группа поддержки. В конце апреля 1942 года 20-я бронетанковая бригада была переведена из дивизии и заменена 38-й (ирландской) пехотной бригадой, а 6-я группа поддержки была расформирована в июне. 6-я бронетанковая дивизия, которой стал командовать генерал-майор Чарльз Кейтли, вскоре начала интенсивную подготовку к боевым действиям за рубежом.

## Северная Африка

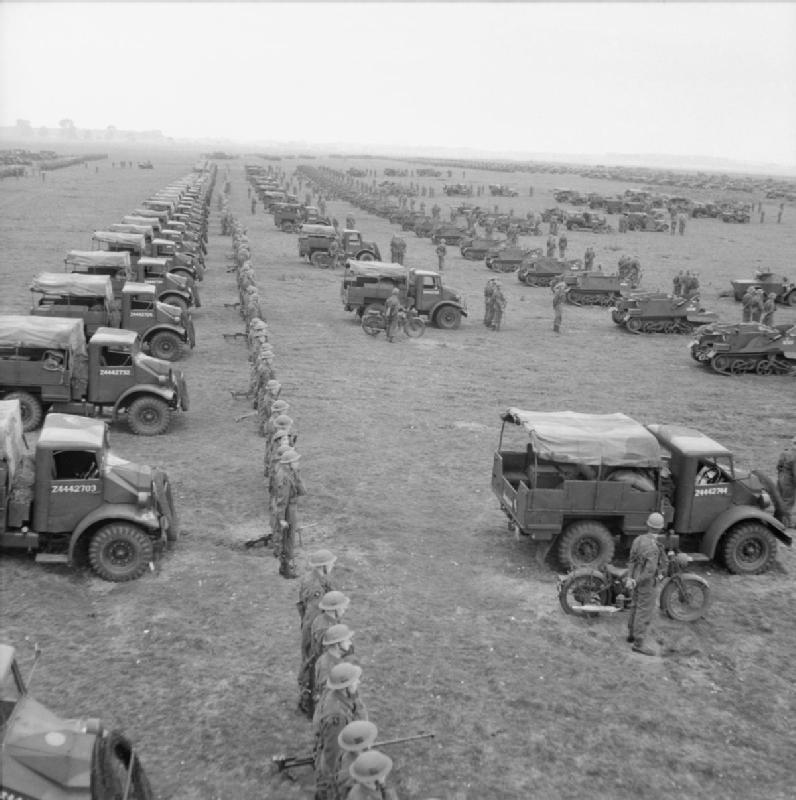
15-центнерные грузовики, перевозчики и мотоциклы моторизованного батальона 6-й бронетанковой дивизии, выстроенные для инспекции королём близ Брэндона в Саффолке, 12 сентября 1941 г.

Операция «Факел» (первоначально называвшаяся «Операция „Гимнаст“») была совместным англо-американским вторжением во Французскую Северную Африку во время Второй мировой войны, начавшейся 8 ноября 1942 года. 22 ноября Североамериканское соглашение (North African Agreement) окончательно установило положение Виши во Французской Северной Африке на стороне союзных держав, позволяя гарнизонным войскам союзников отправляться вперёд на фронт. К этому времени войска стран Оси смогли нарастить свои силы и превзойти в этом союзников. У союзников были только две бригады и несколько дополнительных артиллерийских и бронетанковых подразделений для атаки на Тунис. Союзники полагали, что если они двинутся быстро, до того, как вновь прибывшие силы Оси будут полностью подготовлены к атаке, они всё равно смогут захватить Тунис при относительно небольших усилиях. План предусматривал продвижение союзников по двум дорогам и захват Бизерты и Туниса. Как только Бизерта будет взята, операция «Факел» подойдёт к своему завершению. На севере в направлении Бизерты будет действовать британская 36-я пехотная бригада при поддержке Hart Force, небольшой бронетанковой группы от британской 6-й бронетанковой дивизии.
На юге британская 11-я пехотная бригада, поддерживаемая слева от неё «Силой клинка» (Blade Force) — бронетанковой полковой группой под командованием полковника Ричарда Халла, в состав которой входили танки 17-го/21-го уланского полка (17th/21st Lancers), американский лёгкий бронетанковый батальон плюс мотопехота, десантники, артиллерийские, противотанковые и зенитные орудия, и инженеры. Обе пехотные бригады были из британской 78-й пехотной дивизии (78th (Battleaxe) Infantry Division), командир которой генерал-майор Вивьян Эвелег (Vyvyan Evelegh) командовал наступлением. (Эвелег станет позже командовать 6-й бронетанковой дивизией.) Операция едва не провалилась, и скромные атакующие силы оказались в 10 милях (16 км) от Туниса, прежде чем войска Оси смогли организовать свою оборону и остановить наступление союзников. К концу 1942 года возникла патовая ситуация, когда обе стороны наращивали свои силы, не имея явного преимущества над противником.

### Сражение в Кассеринском проходе

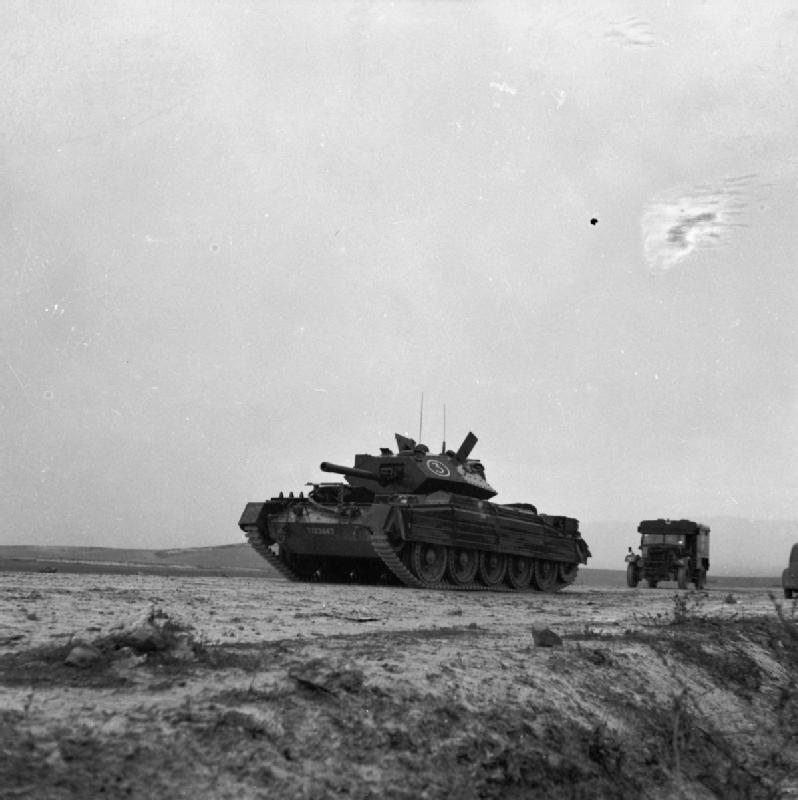
Танк Crusader III 17-го/21-го уланского полка на дороге близ Бу-Арада, Тунис, 13 января 1943 года.

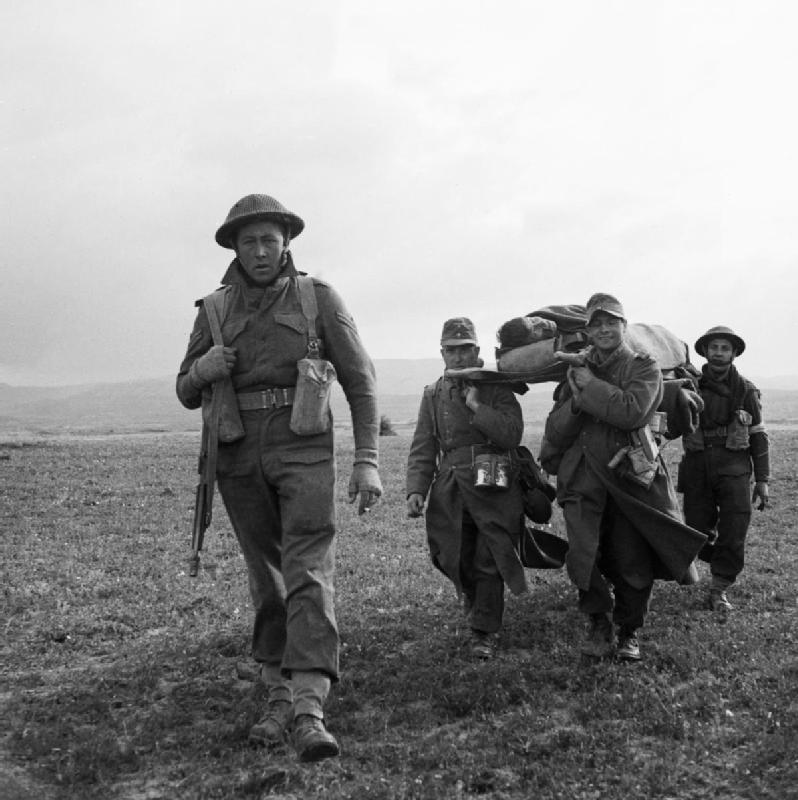
Немецкие военнопленные несут раненого британского солдата во время атаки 6-й бронетанковой дивизии на населённый пункт Пишон в Тунисе 8 апреля 1943 года.

30 января 1943 года немецкая 21-я танковая дивизия (ветераны армейского корпуса «Африка» под командованием генерал-фельдмаршала Эрвина Роммеля) и три итальянские дивизии встретились с подразделениями французских войск под Фаидом (Faïd), главным проходом от восточного рукава гор в прибрежные равнины. Французы были взяты в плен, а два американских подразделения были окружены. Было организовано несколько контратак, в том числе со стороны 1-й бронетанковой дивизии США, но они были легко отбиты. Через три дня силы союзников были вынуждены отступить и были выведены во внутренние районы, чтобы провести новую передовую оборонительную линию в небольшом городке Сбейтла.
На следующей неделе немцы и итальянцы снова двинулись вперед, чтобы забрать Сбейтлу. Они продержались два дня, но в конце концов оборона начала рушиться в ночь на 16 февраля 1943 года и к полудню 17 февраля город опустел (см. также Сражение при Сиди-Бу-Зид). Все внутренние равнины оказались в руках Оси и оставшиеся силы союзников отступили дальше, к двум перевалам на западном рукаве гор в Алжире, в Сбибе и Кассерине. Именно в это время 38-я (Ирландская) пехотная бригада покинула дивизию, чтобы быть замененной 1-й гвардейской бригадой из 78-й пехотной дивизии.
Наступление войск Оси прекратилось, даже когда 2-й армейский корпус США (генерал-майор Ллойд Фредендалл) отступил в беспорядке. В конце концов Эрвин Роммель решил, что его следующий этап — просто взять американские припасы на алжирской стороне западного рукава гор. Хотя он мало что сделал для реализации своей цели, он серьёзно расстроил бы любые возможные действия США в этом направлении в случае практической реализации намерений.
19 февраля 1943 года Роммель начал то, что станет битвой при Кассеринском перевале. После двух дней наступления сквозь американскую оборону Немецкий Африканский корпус и итальянцы понесли незначительные потери, в то время как американские войска потеряли 16 000 человек и две трети своих танков. В ходе сражения итальянская 131-я танковая дивизия «Чентауро» захватила более 3000 американских солдат в плен. В ночь на 21 февраля 1943 года британские 6-я бронетанковая и 46-я пехотные дивизии прибыли для укрепления американской обороны, будучи выведенными с британских рубежей, стоящих перед немцами в Сбибе. В контрнаступлении были также итальянские войска. Два батальона берсальеров совершили атаку на позиции 23-го полка Королевской артиллерии при дневном свете через равнину Оселтия, которая была отражена. Следующий день начался ещё одной немецкой контратакой против американцев, пока прибытие четырёх американских артиллерийских дивизионов не затруднило наступательные операции немцев.
Столкнувшись с усилением обороны и сообщением о том, что 8-я британская полевая армия достигла Меденина, всего в нескольких километрах от линии Марета, Роммель решил прекратить наступление и уйти в ночь на 22 февраля 1943 года, чтобы поддержать оборону Марета, надеясь, что кассеринская атака нанесла достаточно потерь, чтобы сдержать любые наступательные действия с запада на данный момент. Силы Оси из Кассерина достигли линии Марет 25 февраля. Именно после битвы при Кассеринском перевале 6-я бронетанковая дивизия была реорганизована и перевооружена на танки М4 Шерман. В марте 1943 года дивизия была передана недавно прибывшему 9-му армейскому корпусу (генерал-лейтенанту Джону Крокеру) бывшему первому округу дивизии, который позднее был ранен в результате учебной аварии и заменен генерал-лейтенантом Брайаном Хорроксом. Дивизия была инициатором последнего наступления 1-й полевой армии в мае 1943 года, закончившегося прорывом в Тунис. 6-я бронетанковая дивизия приняла капитуляцию знаменитой 90-й лёгкой пехотной дивизии вермахта и участвовала в капитуляции всех сил Оси в Северной Африке в мае 1943 года.

## Италия

ОШС 6-й бронетанковой дивизии в 1944—1945 гг.

Итальянская кампания имела отличия от Северо-Африканской. Больше не было мобильной войны на открытых просторах. Дивизия стала проводить бо́льшую часть своего времени поддерживая пехоту, когда союзники прорывают одну линию обороны за другой.

### Монте-Кассино
Битва за Монте-Кассино (также известная как Битва за Рим и Битва за Кассино) была серией из четырёх сражений. В начале 1944 года западная половина линии Густава (Gustav Line) стояла в долинах Рапидо, Лири и Гарильяно и на некоторых окружающих их вершинами и хребтами. Аббатство Монте-Кассино, основанное в 524 году нашей эры святым Бенедиктом, не было оккупировано, хотя немцы занимали оборонительные позиции на крутых склонах под стенами аббатства. 15 февраля монастырь, высоко на вершине с видом на город Кассино, был разрушен американскими бомбардировщиками B-17, B-25 и B-26. Бомбардировка была основана на страхе, что аббатство использовалось в качестве наблюдательного пункта для защитников Оси (лишь много позднее было признано, что военные Оси не имели там гарнизона). Через два дня после бомбардировки немецкие десантники (Fallschirmjäger) высадились в руины, чтобы защитить их. С 17 января по 18 мая союзные войска четыре раза подвергались нападениям на оборонительных рубежах линии Густава. В результате этих операций погибло более 54 000 солдат союзников и 20 000 немецких солдат.

### Операция «Диадема»

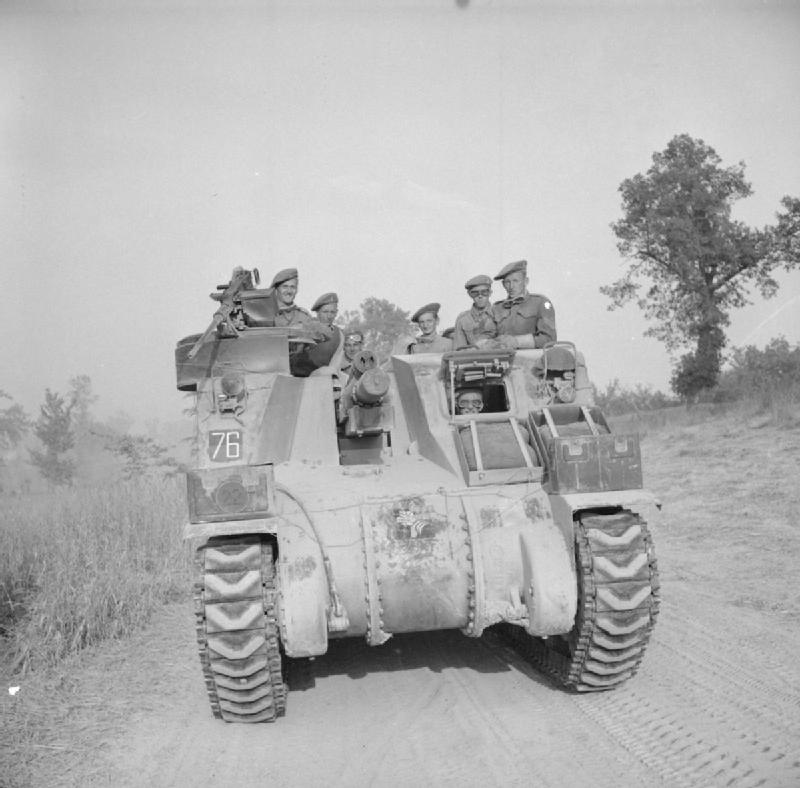
105-мм самоходное орудие Прист 12-го полка Королевской конной артиллерии (почетная артиллерийская рота), 6-я бронетанковая дивизия, 17 мая 1944 г.

Операция «Диадема» была последней в серии битв при Кассино, во время которой 6-я бронетанковая дивизия была частью британского 13-го армейского корпуса (командир — генерал-лейтенант Сидни Киркман). План состоял в том, что 2-й армейский корпус США слева будет атаковать побережье вдоль линии 7-го маршрута в направлении Рима. Французский армейский корпус справа будет атаковать с плацдарма через Гарильяно, первоначально созданного 10-м армейским корпусом в первой битве в январе, в горах Аурунчи, которые образовали барьер между прибрежной равниной и долиной реки Лири; 13-й армейский корпус в центре справа от фронта будет атаковать вдоль долины Лири, в то время как 2-й Польский армейский корпус справа попытается изолировать монастырь и протолкнуться за ним в долину Лири, чтобы объединиться с наступающими силами 13-го армейского корпуса вне позиций при Кассино. 6-я бронетанковая дивизия участвовала в продвижении на север через центральную Италию под командованием 10-го и 13-го армейских корпусов.

### Готская линия
Следующие крупные сражения проходили вдоль готской линии обороны. 6-я бронетанковая дивизия, ныне подчинённая генерал-майору Джеральду Темплеру (сменившемуся генералом-майором Горацием Мюрреем после ранения Темплера в начале августа), была теперь частью 13-го армейского корпуса, который был приписан к 5-й полевой армии США (генерал-лейтенант Марк В. Кларк) чтобы сформировать свой правый фланг и сражаться в Апеннинских горах во время операции «Олива» в августе и сентябре 1944 года. Готская линия, также известная как «Линия „Готика“», сформировала последнюю главную линию обороны под командованием генерал-фельдмаршала Альберта Кессельринга на заключительных этапах Второй мировой войны во время боевого отступления немецких войск в Италии. 18 сентября 6-я бронетанковая дивизия захватила перевал Сан-Годенцо на трассе № 67 в Форли.

### Наступление весны 1945 года

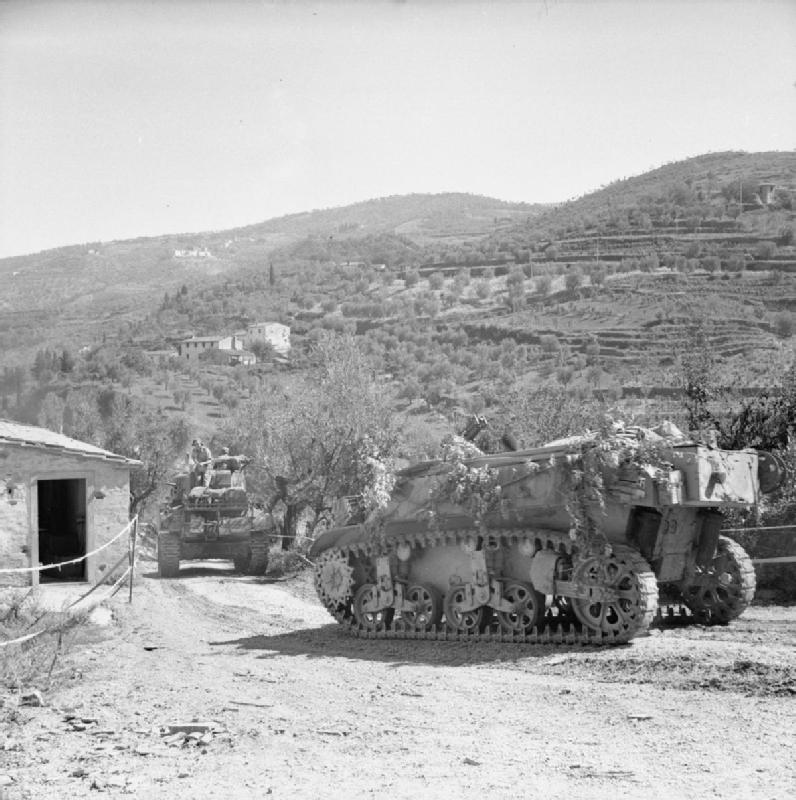
Шерман и разведывательный танк «Стюарт» 2-го Лотианского и Пограничного конного полка 6-й бронетанковой дивизии, близ Руфин, Италия, 12 сентября 1944 г.

На плодородных равнинах Северной Италии горы уступили канавам, каналам и заболоченным берегам. Когда влажная зимняя погода, которая превратила реки в потоки и заболотила землю, отступила, 5-я и 8-я полевые армии смогли начать свое последнее наступление в Италии в марте 1945 года. 6-я бронетанковая дивизия вновь присоединилась к 5-му армейскому корпусу 8-й полевой армии. На правом крыле армий 5-й армейский корпус атаковал через реку Сенио, а затем реку Сантерно. Затем подразделения 56-й (Лондонской) пехотной дивизии (56th (London) Infantry Division) и 78-й пехотной дивизии направились к городу Арджента, где суша сузилась до фронта всего в 4,8 км, ограниченного справа озером Комаккьо, огромной лагуной, идущей к побережью Адриатического моря и слева от болота. К 19 апреля образовалась арджентская брешь, и 6-я бронетанковая была пущена через левое крыло наступающей 78-й дивизии, чтобы повернуть налево для наступления на северо-запад вдоль линии реки Рено до Бондено и соединиться с частями 5-й полевой армии продвигающейся на север с запада Болоньи, чтобы завершить окружение немецких дивизий, защищающих Болонью. На всех фронтах оборона вермахта продолжала быть решительной и эффективной, но Бондено был захвачен 23 апреля. 6-я бронетанковая дивизия соединяется с 10-й горнопехотной дивизией (4-й армейский корпус США) на следующий день в Финале (Finale). 4-й армейский корпус прорвался на равнины 19 апреля, минуя Болонью справа от них. 21 апреля в Болонью вошли поляки, которые продвинулись по линии 9-го маршрута (Route 9), а два часа спустя за ними последовал 2-й армейский корпус США с юга.
4-й армейский корпус продолжил наступление на север и достиг реки По в Сан-Бенедетто 22 апреля. Река была пересечена на следующий день, и она продвинулась на север к Вероне, которая была введена 26 апреля. 22 апреля 13-й армейский корпус перешёл через реку По в Фикароло, а к 25 апреля восточнее 5-й армейский корпус перешёл через реку По, направляясь к венецианской оборонительной линии, построенной за линией реки Адидже. 5-й армейский корпус, встреченный ослабевающим сопротивлением, пересёк Венецианскую линию и вошёл в Падую рано утром 29 апреля, чтобы обнаружить, что партизаны уже заперли немецкий гарнизон из 5000 человек. Когда апрель подошёл к концу, группе армий «Ц» — силам Оси в Италии — отступившим на всех фронтах и потерявшим большинство своих боевых сил, не оставалось ничего другого, кроме как сдаться. Генерал Генрих фон Фитингхоф, который принял командование группой армий, послал представителя для подписания документа о капитуляции от имени немецких армий в Италии 29 апреля, формально положив конец боевым действиям в Италии 2 мая 1945 года.

## После войны
Соединение было заново сформировано в мае 1951 года в Великобритании, а затем перешло в состав Британской армии Рейна в Германии. Оно состояло из 20-й бронетанковой бригады и 61-й пехотной бригады. 6-я бронетанковая дивизия была расформирована в июне 1958 года.

## Состав
20-я бронетанковая бригада (20th Armoured Brigade) (с 16 октября 1940 года по 23 апреля 1942 года)
- 1-й королевский глостерширский гусарский полк (1st Royal Gloucestershire Hussars)
- 1-й нортгемптонширский йоменский полк (1st Northamptonshire Yeomanry)
- 2-й нортгемптонширский йоменский полк (2nd Northamptonshire Yeomanry)
- 2-й батальон Рейнджерского полка (The Rangers) (стал 10-м батальоном Его Величества королевского стрелкового корпуса (10th Battalion, King’s Royal Rifle Corps) 21 марта 1941 года)

26-я бронетанковая бригада (с 9 ноября 1940 г.) (26th Armoured Brigade (from 9 November 1940)[20])
- 16-й/5-й уланcкий полк (отделён 9 января 1944 года, воссоединился 29 марта 1944 года) (16th/5th Lancers (detached 9 January 1944, rejoined 29 March 1944))
- 17-й/21-й уланский полк (17th/21st Lancers)
- 2-й лотианский и пограничный конный полк (до 17 июля 1945 г.) (2nd Lothians and Border Horse (left 17 July 1945))
- 4-й Собственный Её Величества гусарский полк (с 28 июля 1945 года) (4th Queen’s Own Hussars (from 28 July 1945))
- 2-й батальон Тауэр-Хамлетсского стрелкового полка (с 16 октября 1940 г. стал 10-м батальоном Стрелковой бригады (Собственный супруги принца) 15 января 1941 г., с 29 мая 1944 г.) (2nd Battalion, Tower Hamlets Rifles (from 16 October 1940, became 10th Battalion, Rifle Brigade (Prince Consort’s Own) 15 January 1941, left 29 May 1944))
- 1-й батальон Его Величества королевского стрелкового корпуса (с 22 июля 1945 г.) (1st Battalion, King’s Royal Rifle Corps (from 22 July 1945))

6-я группа поддержки (с 1 ноября 1940 года, расформирована 1 июня 1942 года) (6th Support Group (from 1 November 1940, disbanded 1 June 1942)[21])
- 12-й полк Королевской конной артиллерии (почётная артиллерийская рота) (до 31 мая 1942 года) (12th Regiment, Royal Horse Artillery (Honourable Artillery Company) (left 31 May 1942))
- 72-й противотанковый полк Королевской артиллерии (до 31 мая 1942 г.) (72nd Anti-Tank Regiment, Royal Artillery (left 31 May 1942))
- 51-й легкий зенитный полк Королевской артиллерии (до 31 мая 1942 года) (51st Light Anti-Aircraft Regiment, Royal Artillery (left 31 May 1942))
- 9-й батальон Собственного Её Величества королевского западнокентского полка (до 24 апреля 1942 года) (9th Battalion, Queen’s Own Royal West Kent Regiment (left 24 April 1942))

38-я (ирландская) пехотная бригада (с 9 июня 1942 года по 16 февраля 1943 года) (38th (Irish) Infantry Brigade (from 9 June 1942, left 16 February 1943)[22])
- 2-й батальон Лондонского ирландского стрелкового полка (2nd Battalion, London Irish Rifles)
- 1-й батальон Королевского ирландского фузилёрного полка (1st Battalion, Royal Irish Fusiliers)
- 6-й батальон Королевского иннискиллингского фузилёрного полка (6th Battalion, Royal Inniskilling Fusiliers)

1-я гвардейская бригада (с 24 марта 1943 г. по 29 мая 1944 г.) (1st Guards Brigade (from 24 March 1943, left 29 May 1944)[23])
- 3-й батальон Гренадерского гвардейского полка (3rd Battalion, Grenadier Guards)
- 2-й батальон Колдстримского гвардейского полка (2nd Battalion, Coldstream Guards)
- 3-й батальон Валлийского гвардейского полка (3rd Battalion, Welsh Guards)

61-я пехотная бригада (с 29 мая 1944 года) (61st Infantry Brigade (from 29 May 1944)[24])
- 2-й батальон Стрелковой бригады (собственная принца-консорта) (2nd Battalion, Rifle Brigade (Prince Consort’s Own))
- 7-й батальон Стрелковой бригады (собственная принца-консорта) (7th Battalion, Rifle Brigade (Prince Consort’s Own))
- 10-й батальон Стрелковой бригады (собственная принца-консорта) (с 30 мая 1944 года, расформирован 20 марта 1945 года) (10th Battalion, Rifle Brigade (Prince Consort’s Own) (from 30 May 1944, disbanded 20 March 1945))
- 1-й батальон Его Величества королевского стрелкового корпуса (с 8 марта 1945 года, 22 июля 1945 года) (1st Battalion, King’s Royal Rifle Corps (from 8 March 1945, left 22 July 1945))
- 1-й батальон Валлийского полка (с 29 июня 1945 года) (1st Battalion, Welch Regiment (from 29 June 1945))
- 2-й батальон Собственного Её Величества полка кэмеронских хайлендеров (с 19 июля 1945 года) (2nd Battalion, Queen’s Own Cameron Highlanders (from 19 July 1945))
- 1-й батальон Королевского сассексского полка (с 19 июля 1945 года) (1st Battalion, Royal Sussex Regiment (from 19 July 1945))

Подразделения дивизионного подчинения (Divisional Troops)
- 1-й Дербиширский йоменский полк (разведывательный полк, с 10 ноября 1940 г.) (1st Derbyshire Yeomanry (Reconnaissance Regiment, from 10 November 1940))
- 12-й полк Королевской конной артиллерии (почётная артиллерийская рота) (12th Regiment, Royal Horse Artillery (Honourable Artillery Company))
- 152-й (Айрширский йоменский) полевой полк Королевской артиллерии (152nd (Ayrshire Yeomanry) Field Regiment, Royal Artillery)
- 72-й противотанковый полк Королевской артиллерии (72nd Anti-Tank Regiment, Royal Artillery)
- 51-й лёгкий зенитный полк Королевской артиллерии (51st Light Anti-Aircraft Regiment, Royal Artillery)
- 5-й полевой эскадрон Королевских инженеров (с 19 ноября 1940 года по 6 марта 1944 года) (5th Field Squadron, Royal Engineers (from 19 November 1940, left 6 March 1944))
- 8-й полевой эскадрон Королевских инженеров (с 15 декабря 1940 г.) (8th Field Squadron, Royal Engineers (from 15 December 1940))
- 625-й полевой эскадрон Королевских инженеров (с 7 марта 1944 г.) (625th Field Squadron, Royal Engineers (from 7 March 1944))
- 144-й полевой парковый эскадрон Королевских инженеров (с 19 ноября 1940 г.) (144th Field Park Squadron, Royal Engineers (from 19 November 1940))
- 6-й взвод мостоукладчиков Королевских инженеров (с 25 декабря 1943 года по 21 августа 1945 года) (6th Bridging Troop, Royal Engineers (from 25 December 1943, left 21 August 1945))
- Полк связи 6-й бронетанковой дивизии Королевского корпуса связи (6th Armoured Divisional Signals Regiment, Royal Corps of Signals)

Бригады временного подчинения
Следующие бригады были в разное время прикреплены к 6-й бронетанковой дивизии:
- 36-я пехотная бригада (36th Infantry Brigade)
- 201-я гвардейская моторизованная бригада (201st Guards Motor Brigade)
- 24-я гвардейская бригада (24th Guards Brigade)
- 21-я индийская пехотная бригада (21st Indian Infantry Brigade)